# Norrfors, Umeå kommun

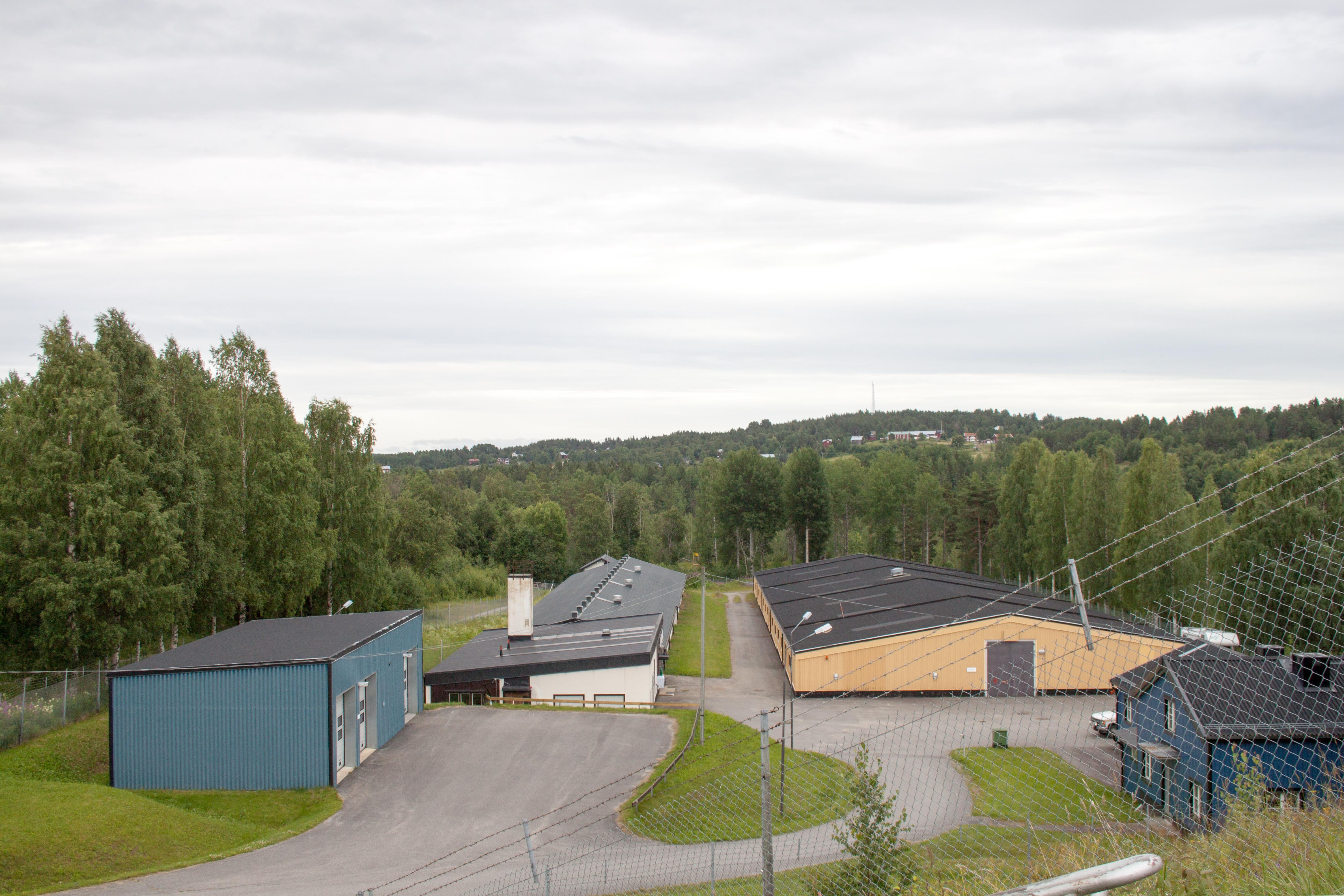
Laxodlingen i Norrfors.

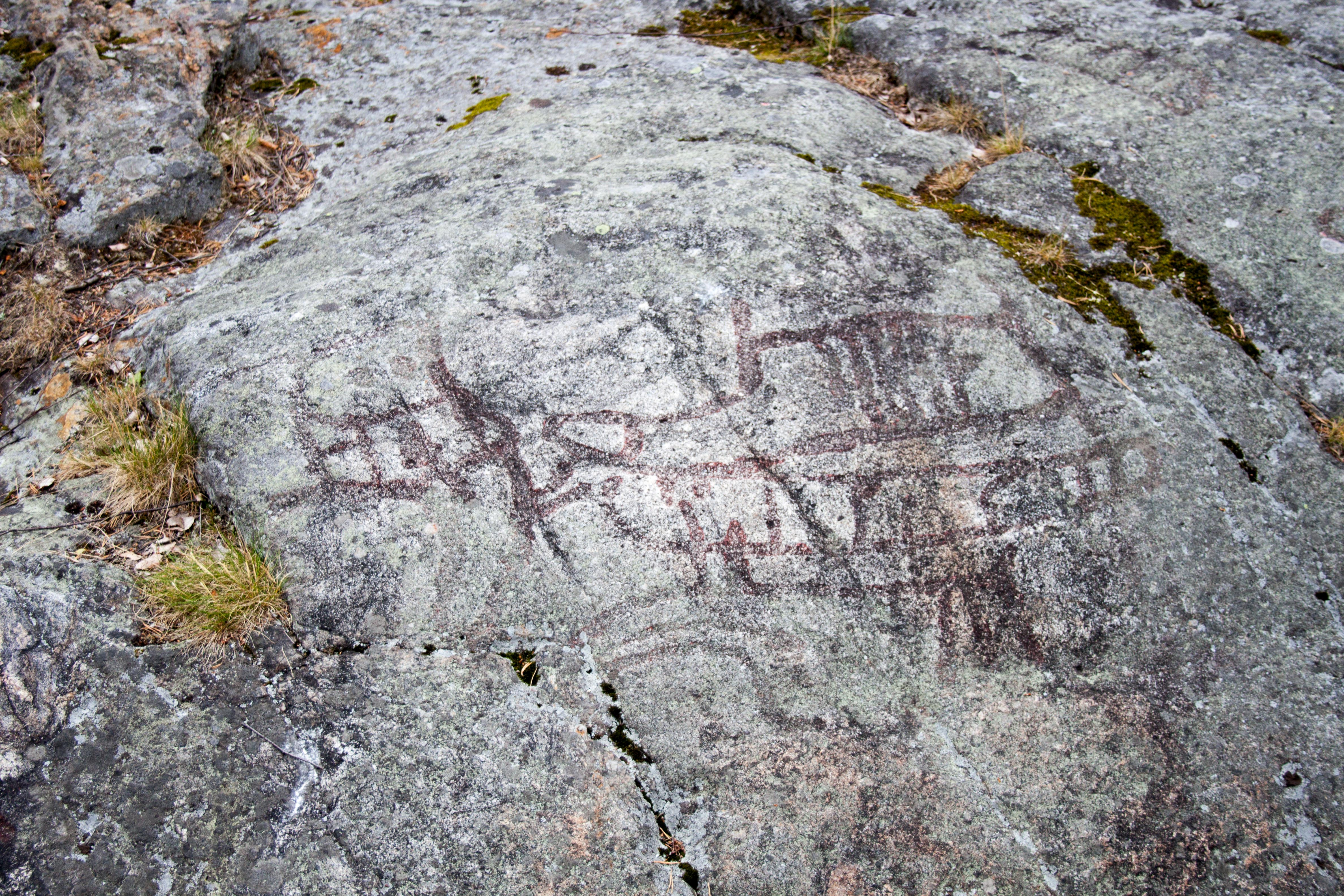
Hällristningar vid Norrfors.

Norrfors är en by i Umeå kommun, cirka 15 kilometer väster om Umeå.  Från 2015  till 2023 avgränsade SCB här en småort.
Nära byn ligger Stornorrfors kraftverks dammbyggnad, en fiskodling samt Sveriges nordligaste hällristningar vid Norrforsen.

## Sågverk och vattenkraft
I Norrfors fanns på 1800-talet ett vattendrivet sågverk som ägdes av konsul Lars Glas. Denne sålde 1849 sågverket till brukspatron Carl Abraham Axell i Torpshammar, som i sin tur sålde det vidare till firman James Dickson & Co. Dickson ersatte 1850 Norrforssågen med en ny vattensåg i Baggböle lite längre nedströms. Norrforssågen blev kvar, men användes därefter bara för att tillgodose byamännens behov.
1924–1926 uppförde statliga Vattenfall Norrfors kraftstation vilket omfattade Norrforsens fall och övre delen av Sörforsen. Driften vid kraftverket upphörde 1958 då Stornorrfors kraftverk uppfördes.

## Hällristningarna
År 1984 upptäcktes hällristningar på Truthällorna, som innan vattenregleringen varit en liten ö älvsfåran. Hällristningarna beräknas vara från tiden 3 000–2 000 före vår tideräkning. Utöver dessa har ristningar bara hittats på en annan plats i Västerbotten, vid Sämsjön mellan Åsele och Dorotea.
Norrfors utgör tillsammans med den närbelägna byn Klabböle ett område av riksintresse för kulturmiljövården.